# Ekonomiska museet – Kungliga Myntkabinettet
Ekonomiska museet – Kungliga Myntkabinettet är ett svenskt museum för ekonomisk historia. Sedan 2020 finns museet i samma byggnad som Historiska museet på Narvavägen 13-17 i Stockholm. Museet upprätthåller ett nationellt myntfyndregister som används av såväl forskare som en intresserad allmänhet. Ekonomiska museet ingår i myndigheten Statens historiska museer.

## Historik

### Förhistoria
Kungliga Myntkabinettet har en förhistoria i kungliga svenska myntsamlingar, där de äldsta kända går tillbaka till 1500-talet. Runt 1572 samlade Johan III:s kanslist Rasmus Ludvigsson in äldre svenska mynt som ett led i Sveriges pågående tvist med Danmark om rätten att använda tre kronor i riksvapnet. När ett stort fynd av medeltida mynt gjordes i Tystberga socken i Södermanland 1599 utökades den kungliga samlingen med dessa.
1630 överlämnade kung Gustav II Adolf äldre mynt till samlingen. Under trettioåriga kriget togs en hel del mynt och medaljer som svenskt byte, och hamnade så småningom i den kungliga samlingen. Drottning Kristina fick omkring 1650 en stor mängd sådana mynt och medaljer av sin kusinen Karl Gustav. Hon tog sedan med större delen av dessa efter att hon 1654 avsagt sig tronen och lämnat Sverige, men ett stort antal romerska och bysantinska kejsarmynt förblev i samlingen. Karl XI löste också ut och återköpte en del mynt som drottningen pantsatt hos ett handelshus i Amsterdam, och dessa återfördes därefter till samlingen.
Under Karl XI:s tid, på 1690-talet, började samlingen organiseras upp av bland andra överceremonimästaren Johan Gabriel Sparfwenfeldt och assessorerna Elias Brenner och Nils Keder. De två sistnämnda var verksamma vid Antikvitetsarkivet, som 1692 ersatte Antikvitetskollegiet, bildat 1666. Detta arbete med samlingen tycks ha avbrutits vid Karl XI:s död 1697. Vid slottsbranden 1697 räddades samlingen till Helgeandsholmen. Den deponerades därefter i Statskontoret, och lämnades ut först 1727.

### 1727–1974
1727 slogs samlingen ihop med de samlingar som Antikvitetsarkivet under tiden införskaffat genom att lösa in jordfynd och göra en del andra inköp. Strax därefter fick samlingen namnet Kungliga Myntkabinettet och ställdes under skötsel av riksantikvarien. Under 1700-talet ökade Myntkabinettets samling betydligt genom att privata samlingar köptes in. 1731 köptes greve Jacob Cronstedts samling av romerska mynt för summan 48 000 daler kopparmynt. 1734 köpte staten Magnus von Bromells stora samling av svenska mynt och gav den till drottning Ulrika Eleonora, och efter hennes död överfördes samlingen 1744 till Kungliga Myntkabinettet. 1746 köpte kronprinsessan Lovisa Ulrika Carl Gustaf Tessins stora samling av antika och moderna mynt och medaljer för 135 370 daler kopparmynt, och 1762 tvingades Lovisa Ulrika (då drottning) överlämna sina samlingar till staten som kompensation för att staten hade behövt lösa hennes stora skulder till fordringsägare. Detta innebar att hennes tidigare samling blev en del av Kungliga Myntkabinettet. En ytterligare samling kom från kommerserådet Eric Skjöldebrand.
1769 fördes samlingarna över till det nybyggda Stockholms slott.
1786 inrättades Vitterhetsakademien och blev huvudman för samlingen. Under åren 1793-1816 låg samlingarna under Kongl. Museum. I samband med detta infördes titeln Garde des médailles (franska för "medaljvårdare") för den ansvarige för Kungliga Myntkabinettet. Genom kungligt brev av den 7 december 1793 bestämdes att det var riksantikvarien, som tillika var ständig sekreterare i Vitterhetsakademien, som skulle vara garde des médailles under inseende av överintendenten för Kongligt Museum.
Från 1816 låg Kungliga Myntkabinettet åter direkt under Vitterhetsakademien, enligt beslut av 8 maj 1816, och stannade där till 1975. Titeln garde des médailles medföljde riksantikvarien i hans roll vid Myntkabinettet ända in på 1900-talet.
1844-1845 flyttade Kungliga Myntkabinettet från Stockholms slott till Ridderstolpska huset vid Skeppsbron, och en utställning som är öppen för allmänheten invigs.
Under andra halvan av 1800-talet utökades åter samlingarna. Diplomaten Gustaf Daniel Lorichss samling av kelt-iberiska mynt köptes in 1857. Charlotte von Platen donerade 1863 den stora De Geerska myntsamlingen till Myntkabinettet.
1865 flyttade samlingarna till Nationalmuseums nyuppförda byggnad. Under perioden 1938-1948 flyttade Kungliga Myntkabinettet och Statens Historiska Museum till nya lokaler vid korsningen av Narvavägen och Storgatan på Östermalm, och nya utställningar invigdes. Besittningsmyntsalen stod färdig 1959, och en permanent utställning om Världens mynt invigdes 1970.
1974 införlivades Svenska Handelsbankens Bankmuseum i Kungliga Myntkabinettet.

### Riksbankens myntkabinett
Även Sveriges riksbank hade tidigare ett eget myntkabinett, inledningsvis med fokus på svenska mynt och medaljer. Denna samling grundlades 1756 genom att banken köpte in friherre Gustaf Claesson Rålambs myntsamling för 120 000 daler kopparmynt. Rålambs stora samling innehöll svenska mynt och medaljer samt miniatyrporträtt av alla svenska regenter från Albrekt av Mecklenburg. Av de utländska medaljerna och mynten var de livländska ordensmästarnas och biskoparnas mynt de mest värdefulla.
Kanslirådet Carl Reinhold Berch skötte samlingen under en period, men 1766 drogs arvodet för befattningen in. 1795-1796 skötte bankokommissarien Fredrik Silfverstolpe samlingen. 1842 utvidgades planen för samlingen att även omfatta utländska moderna mynt för tiden efter år 1832.
Från 1830-talets mitt anförtroddes skötseln av Riksbankens myntkabinett till riksantikvarien, som också hade hand om Kungliga Myntkabinettet. Någon utställning av samlingen i museiform i egen regi tycks aldrig ha förekommit.
På 1940-talet deponerades en del av Riksbankens samling hos Kungliga Myntkabinettet, och därefter gjordes ytterligare depositioner under kommande decennier. I praktiken kom de deponerade föremålen att ses som en del av Kungliga Myntkabinettets samlingar, och vissa av dem kom att ingå i de permanenta utställningarna. 1 juli 2007 överläts därför Riksbankens historiska samling i sin helhet, cirka 20 000 föremål, till Kungliga Myntkabinettet.

### 1975–
1975 blev Kungliga Myntkabinettet ett museum med egen chef inom myndigheten Riksantikvarieämbetet och Statens historiska museer, och lyder inte längre under Vitterhetsakademien. 1998 blev Kungliga Myntkabinettet ett museum inom myndigheten Statens historiska museer.
År 1985 inleddes ett samarbete med sparbankerna i Sverige för att gemensamt skapa ett ekonomiskt museum. 1996 flyttade Kungliga Myntkabinettet till Slottsbacken 6 i Gamla stan. Utställningarna på denna adress invigdes 11 juni 1997 av Carl XVI Gustaf.
År 2005 invigdes Tumba Bruksmuseum vid sedeltryckeriet i Tumba, i samband med brukets 250-årsjubileum. År 2007 tog Kungliga Myntkabinettet formellt över Riksbankens historiska samling. Åren 2018–2020 flyttade museet successivt verksamheten till Narvavägen och där öppnades 2020 de första utställningarna. Samma år bytte museet namn till Ekonomiska museet – Kungliga myntkabinettet.

## Samlingar

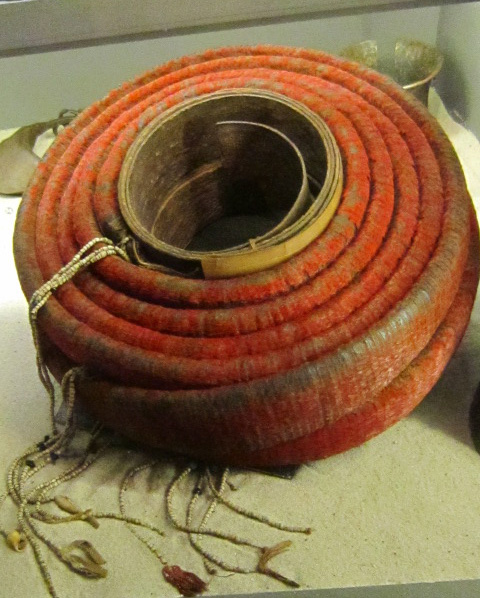
Fjädermynt utställt på Kungliga Myntkabinettet, Stockholm
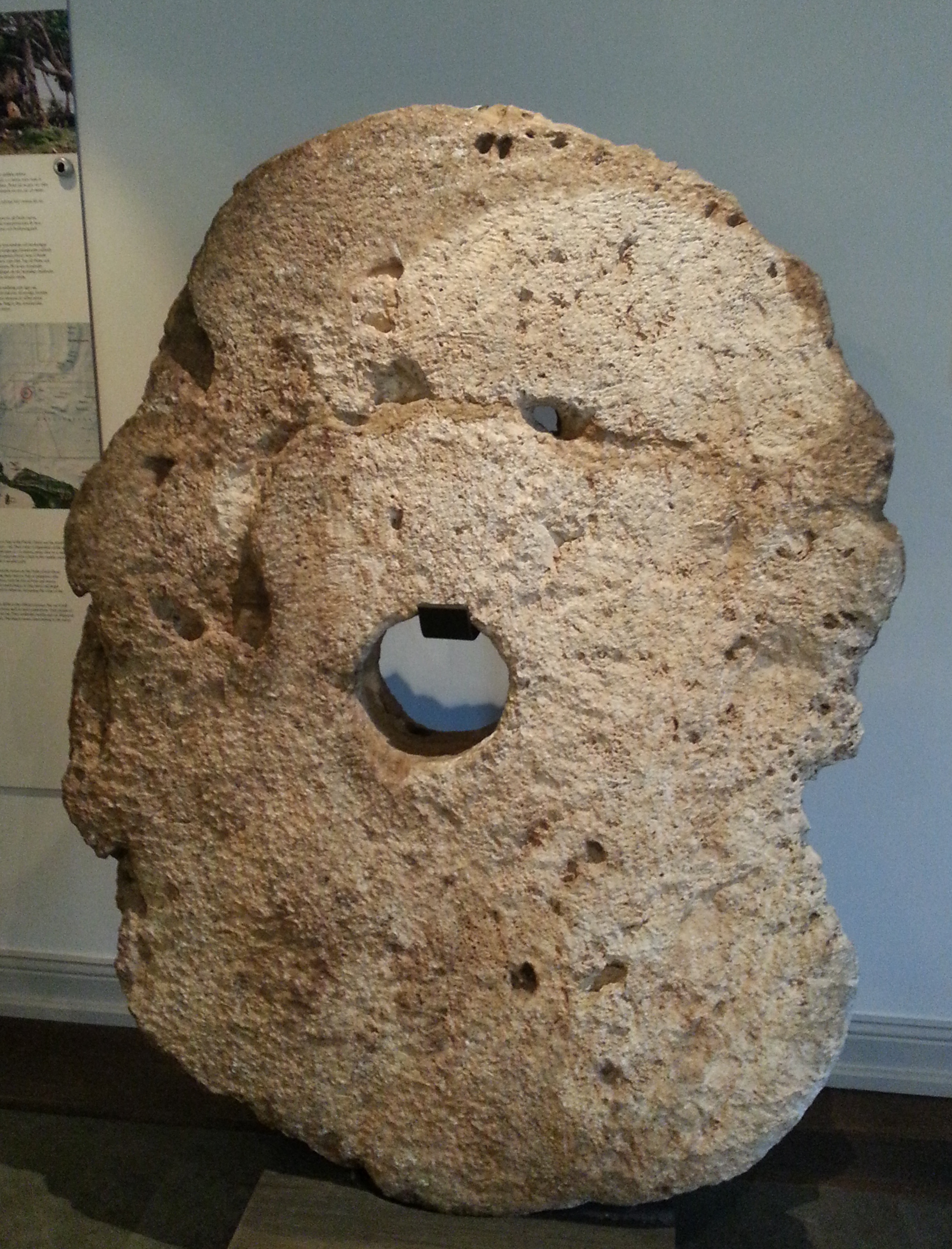
Raisten utställd på Kungliga Myntkabinettet i Stockholm
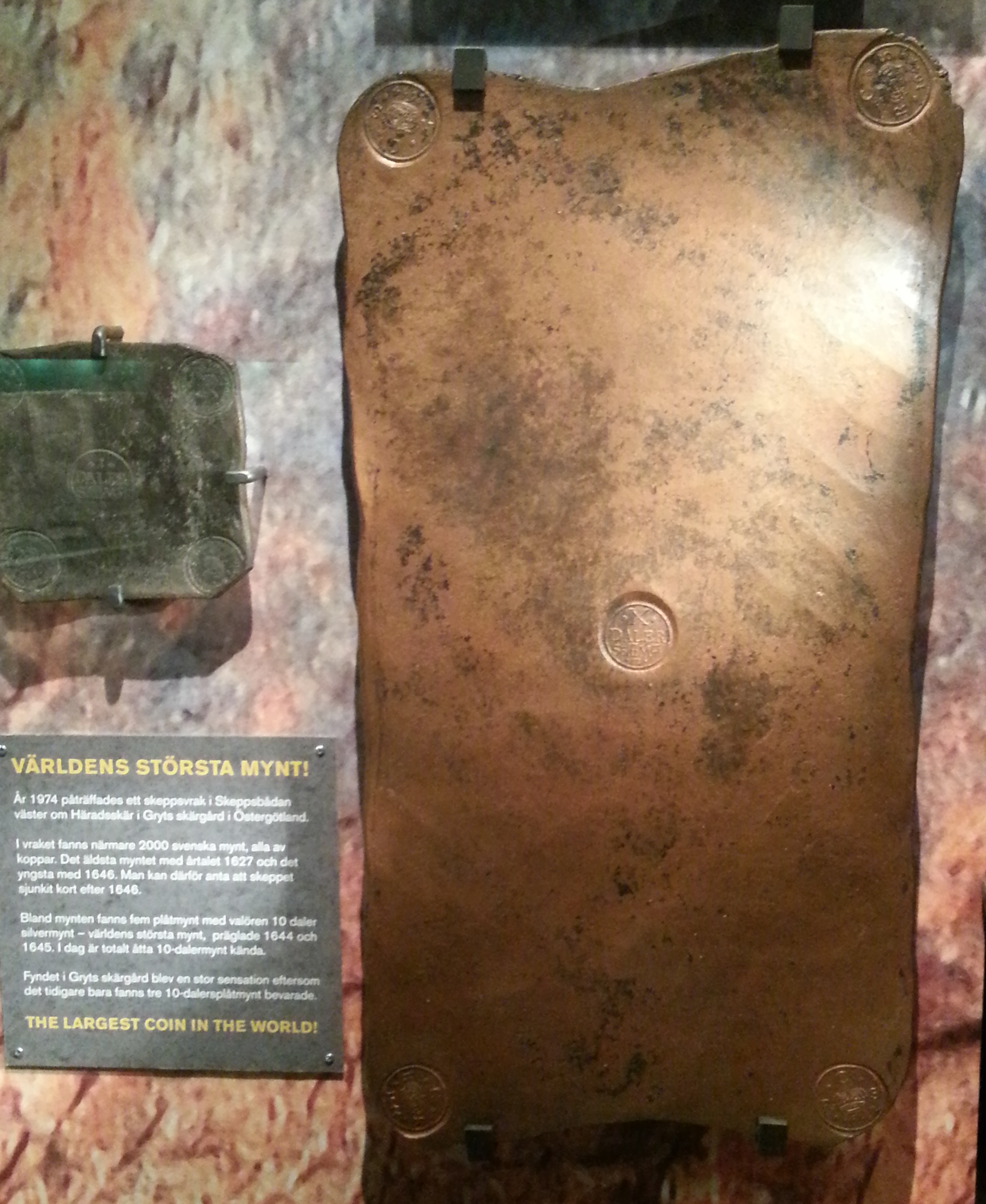
10 daler sm plåtmynt
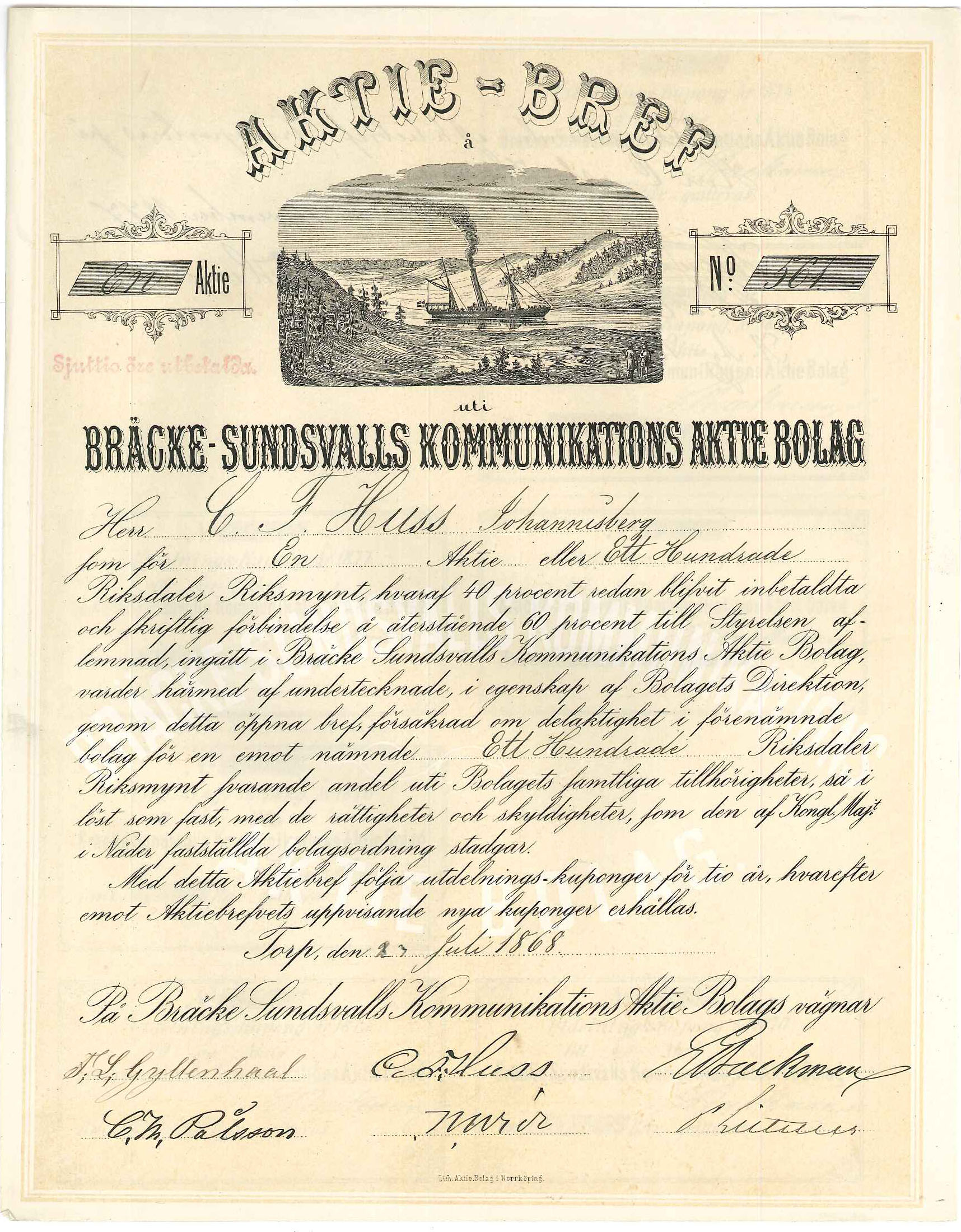
Bräcke-Sundsvalls Kommunikations AB, aktiebrev, 1868
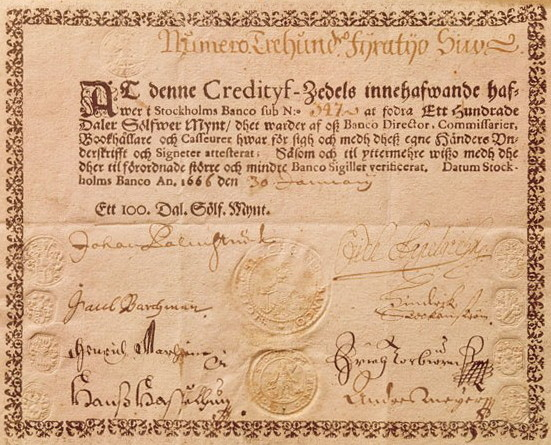
Stockholm Banco, sedel från 1666
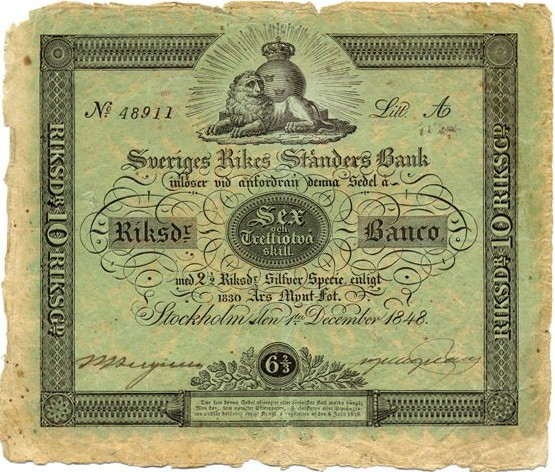
Riksen ständers bank, sedel från 1848

## Betalningsmedel
- Fjädermynt
- Nödmynt
- Plåtmynt
- Rai (valuta)

## Konstnärer
- Léo Holmgren, medaljkonstnär och myntgravör.